# Carlos Lalastra de la Fuente
Carlos Lalastra de la Fuente (Vitòria, Àlaba, 1954) és un dissenyador industrial. Va cursar estudis de disseny industrial a la Scuola Politecnica de Milà i posteriorment va realitzar un Màster en aquesta disciplina i un altre de gestió de la innovació al DZ Centre de Disseny de Bilbao. El 1980 crea juntament amb Paz Saiz l'estudi de disseny i el taller d'artesania Kirik on va realitzar peces d'ebenisteria a partir de la recuperació de tècniques artesanals. El 1983 forma equip amb Iosu Rada i funden l'empresa DDT (Diseño, desarrollo y tacticas) que es dissol a mitjan dècada dels noranta. Paral·lelament realitza tasques de divulgació i recerca del disseny col·laborant en exposicions com "Diseño, una herramienta necesaria" (1984,) "Entrediseños" (1996) o participant en projectes com "Casa Barcelona" (1992). Va ser membre fundador d'EIDE (Asociación de Diseñadores Industriales de Euskadi) i ha estat membre de diferents jurats en certàmens de disseny d'ambit nacional. Ha estat professor convidat al Master de Disseny d'Interiors de la Universitat de Salamanca. Els seus productes han estat seleccionats en diverses ocasions pels premis Delta de l'ADI/FAD de Barcelona. Entre els seus dissenys cal esmentar la màquina expenedora T6 d'Azkoyen, la bàscula electrònica Biorithm o el llum de peu Tea (1991).